# Ліпе (Ґостинський повіт)
Ліпе (пол. Lipie) — село в Польщі, у гміні П'яскі Гостинського повіту Великопольського воєводства.
Населення — 233 особи (2011).
У 1975-1998 роках село належало до Лешненського воєводства.

## Демографія
Демографічна структура станом на 31 березня 2011 року:
|          | Загалом | Допрацездатний вік | Працездатний вік | Постпрацездатний вік |
| -------- | ------- | ------------------ | ---------------- | -------------------- |
| Чоловіки | 113     | 21                 | 86               | 6                    |
| Жінки    | 120     | 22                 | 74               | 24                   |
| Разом    | 233     | 43                 | 160              | 30                   |